# Puzhal
Puzhal es una ciudad y nagar Panchayat situada en el distrito de Chennai en el estado de Tamil Nadu (India). Su población es de 31665 habitantes (2011). Se encuentra a 35 km de Tiruvallur y a 13 km de Chennai.

## Demografía
Según el censo de 2011 la población de Puzhal era de 31665 habitantes, de los cuales 16810 eran hombres y 14855 eran mujeres. Puzhal tiene una tasa media de alfabetización del 88,90%, superior a la media estatal del 80,09%: la alfabetización masculina es del 91,24%, y la alfabetización femenina del 86,24%.